# Margarete Winkler
Margarete Winkler (* 12. Januar 1877 in Tammendorf im Landkreis Crossen (Oder) der Provinz Brandenburg; † 13. Oktober 1959 in Rippien; alternativer Name: Margarete Winckler; Rufname: Grete) war eine deutsche Malerin.

## Leben
Von Margarete Winkler sind nur wenige biografische Daten bekannt. Sie studierte bei Peter Paul Müller und Richard Kaiser.
Margarete Winkler betätigte sich als Landschaftsmalerin in Dresden. In Dresden war sie Mitglied der Gruppe Dresdner Künstlerinnen, Ortsverband Dresdner Künstlerinnen, des damals neu gegründeten Bundes deutscher und österreichischer Künstlerinnenvereine. Sie war Mitglied im Reichsverband bildender Künstler Deutschlands.
Dressler listet ihren Wohnort 1930 mit Leopoldstraße 76 in München.

## Werk
Gemälde von Margarete Winkler befinden sich im Besitz des Stadtmuseums Dresden und im Besitz des Sächsischen Staates.